# ألان سبنسر (كاتب)
ألان سبنسر (بالإنجليزية: Alan Spencer)‏ هو منتج أفلام وكاتب سيناريو أمريكي، ولد في القرن العشرين.

## وصلات خارجية
- ألان سبنسر على موقع IMDb (الإنجليزية)
- ألان سبنسر على موقع أول موفي (الإنجليزية)
- ألان سبنسر على موقع قاعدة بيانات الأفلام السويدية (السويدية)
- ألان سبنسر على موقع قاعدة بيانات الفيلم (الإنجليزية)
- ألان سبنسر على موقع كينوبويسك (الروسية)